# Donald Brown
Donald "Danny" Brown (ur. 21 listopada 1975) – kanadyjski zapaśnik walczący w stylu wolnym. Zajął 26. miejsce na mistrzostwach świata w 2010. Brązowy medal mistrzostw panamerykańskich w 2010. Dziesiąty na igrzyskach Wspólnoty Narodów w 2010. Wicemistrz Wspólnoty Narodów w 2007 roku.